# Julius Mengarelli
Giulio (Julius) Arturo Augusto Mengarelli, född 13 april 1920 i Stockholm, död 30 oktober 1960 i Leksand, var en svensk balettdansare och koreograf.
Han var bror till premiärdansaren Mario Mengarelli. Julius Mengarelli är begravd på Leksands kyrkogård.

## Filmografi roller i urval
- 1941 – Dunungen
- 1942 – Sexlingar
- 1942 – Löjtnantshjärtan
- 1943 – En flicka för mej
- 1945 – I Roslagens famn
- 1948 – Kärlek, solsken och sång
- 1949 – Sjösalavår
- 1950 – Loffe blir polis
- 1951 – Sköna Helena
- 1954 – Herr Arnes penningar

## Koreografi
- 1948 – Kärlek, solsken och sång
- 1949 – Smeder på luffen
- 1949 – Lattjo med Boccaccio